# Hagen (Wittingen)
Hagen ist eine Ortschaft der Stadt Wittingen im niedersächsischen Landkreis Gifhorn.

## Geographie
Das Rundlingsdorf Hagen liegt rund 1,5 Kilometer westlich von Mahnburg, vier Kilometer nordöstlich von Knesebeck und zwei Kilometer südwestlich von Kakerbeck im Landkreis Gifhorn.

## Geschichte
Die Gemeinde wurde „Hagen bei Knesebeck“ genannt, um es unter anderem von der nahegelegenen Gemeinde „Hagen bei Sprakensehl“ zu unterscheiden.
Auf Grundlage des preußischen Gesetzes über die Regelung verschiedener Punkte des Gemeindeverfassungsrechts vom 27. Dezember 1927 wurde die damals noch eigenständige Gemeinde Hagen bei Knesebeck in der Gebietsreform von 1928/1929 um die Wohnplätze Baumgartenmühle, Stackmannsmühle und Lütjemühle aus der aufgelösten Gemeinde Fünfmühlen erweitert.
Am 1. März 1974 kam Hagen zur Gemeinde Knesebeck, die einen Monat später Teil der Stadt Wittingen wurde.

### Einwohnerentwicklung
| Jahr      | 1910 | 2008 | 2013 | 2017 | 2021 |
| --------- | ---- | ---- | ---- | ---- | ---- |
| Einwohner | 75   | 124  | 115  | 112  | 102  |

## Politik
Ortsvorsteher ist Helge Gülzau.

## Wirtschaft und Infrastruktur
Der Ort und die Umgebung sind landwirtschaftlich geprägt. Straßennamen gibt es nicht. Hagen liegt an der Kreisstraße zwischen Knesebeck und Küstorf.